# 江宁镇
江宁镇，是中华人民共和国广西壮族自治区玉林市博白县下辖的一个乡镇级行政单位。

## 行政区划
江宁镇下辖以下地区：
江宁村、木旺村、芳屋村、长江村、合和村、道根村、和邦村、大中村、绿佳村、四联村和太平村。